# Patrizia
Patrizia je žensko osebno ime.

## Izvor imena
Ime Patrizia je različica imena Patricija.

## Pogostost imena
Po podatkih Statističnega urada Republike Slovenije je bilo na dan 31. decembra 2007 v Sloveniji število ženskih oseb z imenom Patrizia: 34. Med vsemi ženskimi imeni pa je ime Patrizia po pogostosti uporabe uvrščeno na 1.074. mesto.

## Osebni praznik
V koledarju je ime Patrizia skupaj z imenom Patricija, god prznjuje 25. avgusta.